# Dilorom Toshmuhamedova
Dilorom Gʻofurjonovna Toshmuhamedova (en ouzbek : Дилором Ғофуржоновна Тошмуҳамедова, en russe : Дилором Гафурджановна Ташмухамедова Dilorom Gʻofourdjonovna Tochmouhamedova), née le 19 décembre 1962 à Tachkent dans la RSS d’Ouzbékistan en Union Soviétique, est une femme d'État ouzbèke. Elle a été présidente de la Chambre législative du 23 janvier 2008 au 12 janvier 2015. Elle fut également la première femme candidate à la présidence de l'Ouzbékistan.

## Biographie
Dilorom Toshmuhamedova devient député en 2001. Elle garde ce poste jusqu'en 2004 où elle est élue à la nouvelle chambre basse du parlement. En 2007, Dilirom Toshmuhamedova, alors qu'elle est première secrétaire du Parti social-démocrate de la justice, elle devient la première femme candidate à la présidence de l'Ouzbékistan sous la bannière du Parti social-démocrate de la justice face au président sortant Islam Karimov qui remporte aisément l'élection avec 91 % des votes. Toshmuhamedova, comme tous les autres candidats à l'élection, sont des candidats loyaux au président sortant. Le 23 janvier 2008, elle remplace Erkin Halilov au titre de présidente de la Chambre législative, ce dernier étant embourbé dans un scandale judiciaire concernent un abus de pouvoir concernant des adolescents ayant attaqué son fils qui ont été condamnés à des peines allant jusqu'à 16 ans de prison à Jaslyk, l'un des pénitencier les plus sévère du pays. Le 12 janvier 2015, elle est remplacée par Nurdinjon Ismoilov à la tête de la chambre basse.